# Aimée & Jaguar (film)
Aimee i Jaguar (niem. Aimée und Jaguar, ang. Aimée & Jaguar) – niemiecki melodramat wojenny z 1999 roku w reżyserii Maxa Färberböcka. Scenariusz oparty został na podstawie powieści Eriki Fischer pod tym samym tytułem.